# 리빙빙
리빙빙(이빙빙, 중국어 정체자: 李冰冰, 병음: Lǐ Bīngbīng, 1973년 5월 27일~)은 중국의 배우이다. 배우 판빙빙과는 한자이름이 같다.
1973년에 헤이룽장성 하얼빈시에서 태어났다.
형제자매로는 5살 터울의 남동생이 있다.
1993년에 상하이 희극학원에 입학해서 연기를 공부했다. 1994년에 배우로 데뷔한 이래, 많은 드라마와 영화에 출연했다. 2000년에 장위안(張元) 감독의 영화 《17년 후》에서 주연을 맡은 뒤, 제13회 싱가포르 국제영화제에서 최우수여우주연상을 수상했다. 2009년 《바람의 소리》로 대만 금마장 여우주연상을 수상했다.

## 출연 작품

### 영화
- 《17년 후》(2001년)
- 《자호접》(2002년)
- 《천방지축》(2003년) - 월화
- 《실버 호크》(2004년)
- 《천하무적》(2004년)
- 《운수요》(2006년)
- 《포비든 킹덤: 전설의 마스터를 찾아서》(2008년)
- 《바람의 소리》(2009년)
- 《적인걸: 측천무후의 비밀》(2010년)
- 《설화와 비밀의 부채》 (2011년)
- 《1911》 (2011년)
- 《레지던트 이블 5: 최후의 심판》 (2012년)
- 《트랜스포머 4: 사라진 시대》 (2014년)
- 《메가로돈》 (2018년)

### 텔레비전
- 《대명궁사》(1998년)
- 《소년 포청천》(2000년)
- 《소년 장삼풍》(2001년)

## 수상기록
- 2008년,《운수요》로 백화장 여우주연상 수상
- 2009년,《바람의 소리》로 46회 금마장 여우주연상 수상